# Rémy Martin (rugbista)
Rémy Martin (Aubenas, 10 de agosto de 1979) es un ex–jugador francés de rugby que se desempeñaba como segunda línea.

## Selección nacional
Fue convocado a Les Bleus por primera vez en marzo de 2002 para enfrentar al XV de la Rosa y disputó su último partido en junio de 2009 ante los Wallabies. En total jugó 23 partidos y marcó tres tries.

### Participaciones en Copas del Mundo
Disputó la Copa del Mundo de Francia 2007 donde Les Blues eran los favoritos pero trompezaron en la inauguración del torneo cayendo derrotados por Argentina 12–17 y terminaron segundos en el grupo. En un partido memorable, ganaron a los All Blacks 20–18 (éste fue el peor mundial de Nueva Zelanda), en semifinales enfrentaron a los vigentes campeones del mundo: el XV de la Rosa, siendo vencidos 9–14 y nuevamente perdieron ante los Pumas 10–34 por el tercer puesto.
| Mundial                       | Sede    | Resultado     | PJ | Tries |
| ----------------------------- | ------- | ------------- | -- | ----- |
| Copa Mundial de Rugby de 2007 | Francia | Cuarto puesto | 3  | 1     |

## Palmarés
- Campeón del Torneo de las Seis Naciones de 2002 y 2006.
- Campeón del Top 14 de 2002-03, 2003-04, 2006-07.